# Arcadia Planitia
Arcadia Planitia ist eine Tiefebene auf dem Planeten Mars.

## Areographie

### Lage
Die flache Ebene befindet sich auf der Nordhalbkugel des Planeten, mit dem Zentrum bei 49,02° nördlicher Breite und 188,15° östlicher Länge. Der Westen befindet sich im Cebrenia-, der Osten im Diacria-Gradfeld. Im Norden grenzt sie an die Nordpolebene Vastitas Borealis, im Osten an die Tharsis-Region, im Süden an die Amazonis Planitia, im Südwesten an die der Elysium Planitia und im Westen trennen sie die Phlegra Montes von der Utopia Planitia.

### Oberflächenstrukturen

#### Lavaströme
Die Ebene formte sich vor etwa 2,9 Milliarden Jahren, zu Beginn des amazonischen Zeitalters, dem jüngsten in der geologischen Geschichte des Mars. In dieser Zeit flossen große Lavaströme aus den jüngeren Vulkanen der Tharsis- und der Elysium-Region in das Gebiet und bildeten so die heutige Ebene.

#### Flache Landschaften
In der Folgezeit gab es allerdings nur noch wenige Vulkanausbrüche, die Zahl der Asteroideneinschläge ging stark zurück, der atmosphärische Druck verringerte sich, und durch die immer niedrigeren Temperaturen konnte flüssiges Wasser auf der Oberfläche kaum noch bestehen. Daher kam es fortan zu keinen größeren geologischen Veränderungen mehr und die Oberfläche ist heute somit weitgehend flach.

#### Wassereis
In großen Teilen der Ebene befindet sich Wassereis weniger als einen Meter unter Oberfläche. Das konnte die NASA Ende 2019 erstmals mithilfe von Daten des Mars Reconnaissance Orbiters und des Mars Odyssey Orbiters nachweisen. Da das unterirdische Wassereis die Oberflächentemperatur leicht verändert, konnte es mithilfe der wärmeempfindlichen Messgeräte der Sonden entdeckt werden.

## Bemannte Missionen
Die Ebene wird unter anderem von der NASA und SpaceX für zukünftige, bemannte Marsmissionen in Betracht gezogen. Zum einen bietet die tiefe Lage der Ebene einen besseren Schutz gegen die Strahlenbelastung der Sonne, die eine gesundheitliche Gefahr für die Astronauten darstellt. Zum anderen kann das Wassereis, das sich unmittelbar unter der Oberfläche befindet, für die Trinkwasserzubereitung genutzt werden. Zusätzlich ist die flache Landschaft ein verhältnismäßig sicherer Landeplatz.

## Namensherkunft
Namensgeber der Region war 1882 der Astronom Giovanni Schiaparelli, der sie nach den Arkadien, einer antiken Landschaft Griechenlands, benannte. Der Name wurde 1972 durch die Internationale Astronomische Union offiziell aufgenommen.